# 迪克森律师事务所

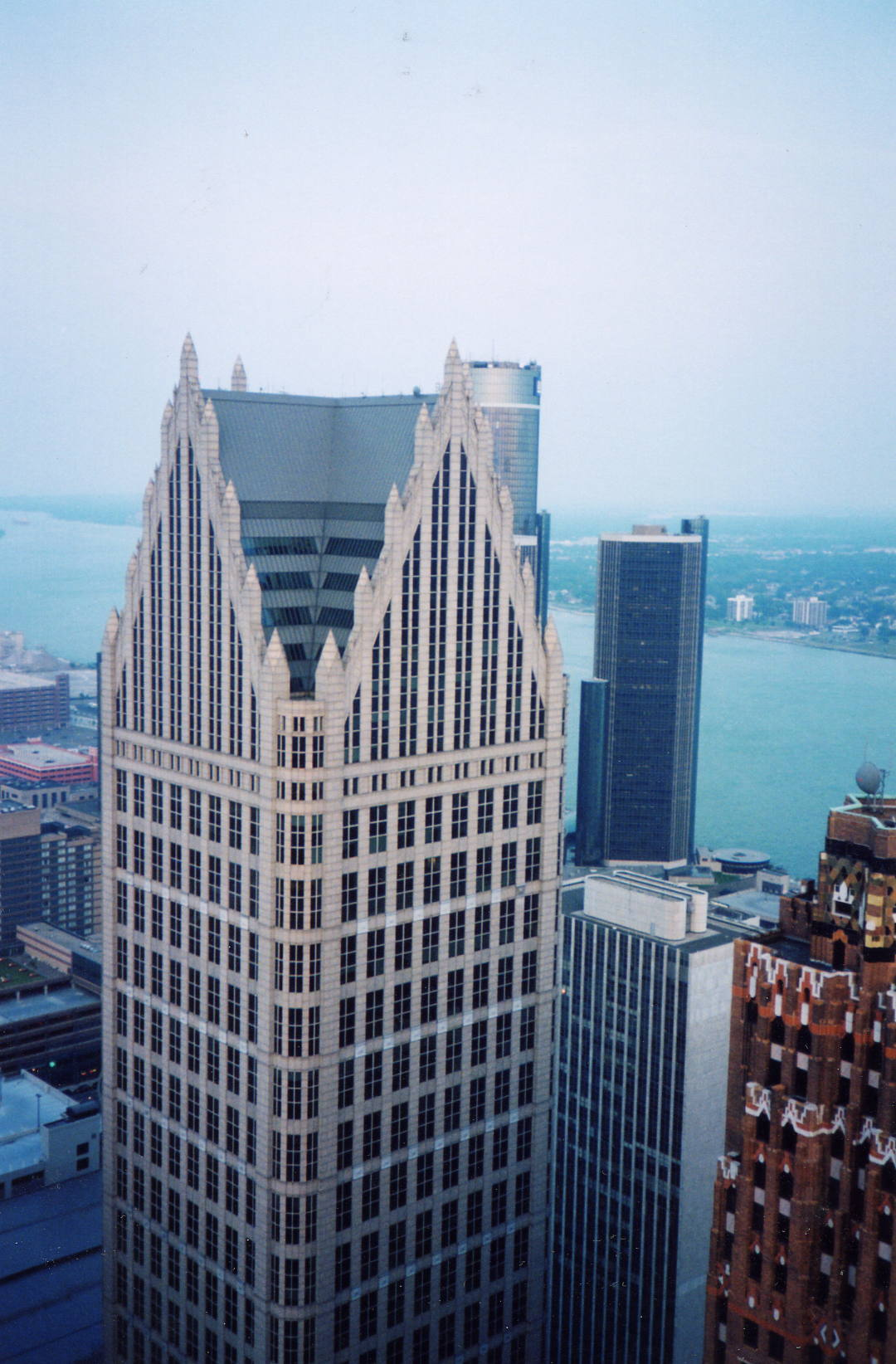
One Detroit Center，迪克森律师事务所总部

迪克森律师事务所（Dickinson Wright PLLC, 前稱Dickinson, Wright, Moon, Van Dusen & Freeman）是美国律师事务所，总部在底特律市中心的One Detroit Center。 迪克森律师事务所有10个办公室和不到300名律师。
1980年代到1990年代，由於日本商业的大力发展，迪克森律师事务所录用1名日本法律輔助人員和2名日本律师。

## 外部連結
- 迪克森律师事务所 （简体中文）
- 迪克森律师事务所 （英文）